# Fortschwihr

Fortschwihr este o comună în departamentul Haut-Rhin din estul Franței. În 2009 avea o populație de 1.189 de locuitori.

## Evoluția populației
| An        | 1975 | 1982 | 1990 | 1999 | 2006  | 2009  |
| --------- | ---- | ---- | ---- | ---- | ----- | ----- |
| Populație | 294  | 445  | 732  | 967  | 1.155 | 1.189 |